# Леплівка (зупинний пункт)
Леплівка (біл. Ляплёўка) — пасажирський залізничний зупинний пункт Берестейського відділення Білоруської залізниці на неелектрифікованій лінії Берестя-Південний — Влодава між станцією Дубиця та зупинним пунктом Кобелка. Розташований в селі Леплівка Берестейського району Берестейської області.